# Staten van het kwartier Zutphen

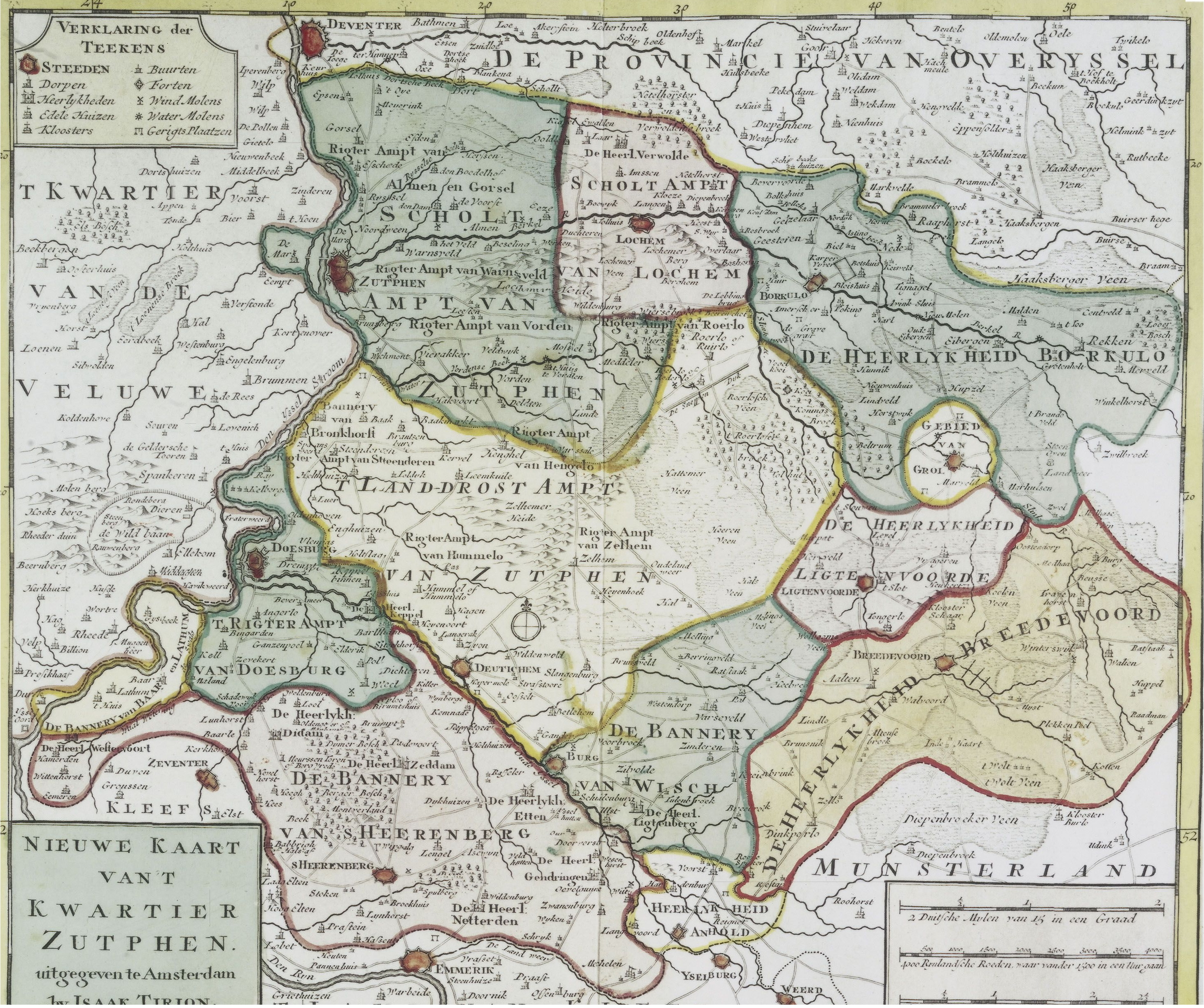

De Staten van het kwartier Zutphen waren de bestuurlijke gebieden binnen het Graafschap Zutphen, een van de vier kwartieren in het Hertogdom Gelre van voor 1798.

## Geschiedenis
Het hoogste bestuursorgaan in Gelre was de Gelderse landdag of ook wel de Staten van Gelre en Zutphen, was eigenlijk een gecombineerde vergadering van drie besturen. Deze besturen, de Staten van de Kwartieren, bestonden op hun beurt weer uit vergaderingen van lagere organen: steden en Ridderschap van Zutphen. Daarnaast bestond het Hof van Gelre en Zutphen. In naam van de stadhouder moest deze de soevereiniteit vertegenwoordigen als de landdag niet bijeen was. Zij konden in dat geval spoedeisende besluiten nemen en optreden als secretariaat voor de landdag zelf. Het Hof van Gelre en Zutphen was het hoogste rechtsprekende orgaan in het hertogdom Gelre en de graafschap. 
Alle bestuurlijke posten moesten op elk niveau evenredig worden verdeeld. Uitzondering daarop was de bijdrage aan de militaire uitgaven voor de Republiek der Zeven Verenigde Nederlanden. Elk kwartier wilde het liefst zo weinig mogelijk betalen. Besluiten kwamen daardoor moeizaam tot stand omdat de kwartieren geen enkele aantasting accepteerden van hun bevoegdheden. In elk kwartier was een College van Gedeputeerde Staten. Het college beheerde de "geestelijke goederen" maar regelde ook de belastingheffing. Het college was daarentegen geen dagelijks bestuur, zoals dat wel gebruikelijk was in een aantal andere gewesten. Ook de positie van de kwartierssecretaris is verwarrend. Die functie werd bekleed door de secretaris van de hoofdstad, terwijl deze soms ook nog tegelijk secretaris van gedeputeerden en van de ridderschap was.

## Kwartieren
Het Gelderse bestuur voor 1798 was erg ingewikkeld maar vooral afwijkend van besturen in andere gewesten. De hoofdoorzaak hiervan was dat Gelderland uit drie volkomen verschillende gebieden bestond, die ook nog eens erg op hun hoge mate van zelfstandigheid waren gesteld. In de Middeleeuwen bestond het land van Gelre uit vier kwartieren, die onderling heel verschillend waren: 
- het rivierengebied (het Kwartier van Nijmegen) met Nijmegen als hoofdstad.
- het oostelijk deel van de provincie (het Kwartier van Zutphen) met Zutphen als hoofdstad.
- Veluwe en Veluwezoom (het Kwartier van Veluwe ook wel Kwartier van Arnhem genoemd) met Arnhem als hoofdstad.
- Het gebied rondom Roermond, Venlo en Geldern (Opper-Gelre ook wel Kwartier van Roermond) met Roermond als hoofdstad.

Vier sluitstenen op de gevel van het Duivelshuis in Arnhem geven een goede indruk van de verhoudingen binnen het hertogdom in de 16e eeuw. De teksten slaan op de hoofdsteden van de vier kwartieren: Nijmegen de oudste, Roermond de stoutste (=dapperste), Zutphen de rijkste, Arnhem de genoeglijkste.

### Staten van het Kwartier Zutphen
- Stemhebbende steden: Zutphen, Doesburg, Doetinchem, Groenlo en Lochem
- Landdrostambt van Zutphen: richterambten Steenderen, Ruurlo, Hengelo, Zelhem, Hummelo en Ambt Doetinchem
- Scholtambt van Zutphen: richterambten Almen en Gorssel (Eefde, Epse, Gorssel, Harfsen, Lage Wetering en Oxe), Vorden (Vorden, Delden, Linde, Mossel en Veldwijk) en Warnsveld (Warnsveld, Leesten, Vierakker, Warken en Wichmond)
- Richterambt van Doesburg: dorpen Angerlo, Drempt, (Old-)Keppel; buurtschappen Olburgen, Beinum, Eldrik, Angerlobroek
- Scholtambt van Lochem: Laren, Ampsen, Barchem, Boschheurne, Exel, Groot Dochteren, Klein Dochteren, Langen, Nettelhorst, Oolde, Stokkumerbroek
- Bannerijen: Bronkhorst, Wisch, Bahr en Lathum
- Heerlijkheden: Borculo (Borculo, Gelselaar, Geesteren, Eibergen, Rekken, Neede, Beltrum), Bredevoort; (Bredevoort, Aalten, Winterswijk, Dinxperlo), Lichtenvoorde (Lichtenvoorde, Lievelde, Vragender, Zieuwent en Harreveld), Verwolde, Lichtenberg, Keppel (Keppel-Binnen/Laag-Keppel)
- Graafschap Bergh: 's-Heerenberg, Gendringen en Etten, Zeddam, Netterden, Didam, Westervoort, Beek

## Bron
- geldersarchief.nl